# فلورنس (کنتاکی)
فلورنس (به انگلیسی: Florence) شهری در ایالت کنتاکی کشور ایالات متحده آمریکا است که جمعیت آن در سرشماری سال ۲۰۱۰ میلادی، ۲۹٬۹۵۱ نفر بوده‌است.